# Казанская церковь при подворье Валаамского монастыря
Казанская церковь при подворье Валаамского монастыря — православный храм в Санкт-Петербурге, освящённый в честь Казанской иконы Божией Матери. Является подворьем Валаамского монастыря.

## История
Построена в 1904—1910 годах, архитектор Василий Антонович Косяков.
Строительство данного комплекса, который находился вблизи от Обводного канала, было предназначено Староладожскому Успенскому женскому монастырю Петербургской епархии.
После революции в 1919 году подворье подверглось ликвидации, а Казанская церковь стала приходской.
В промежуток с 1922 по 1923 год церковь относилась к Петроградской автокефалии, а с 1923 по 1935 год — к Патриаршей церкви.
Церковь была закрыта 7 октября 1935 года. В здании храма находилась швейная фабрика, а затем мебельный комбинат.
В 1989 году в зданиях, которые были возвращены церкви, создали подворье Спасо-Преображенского Валаамского мужского монастыря. 2 апреля 1994 года, после завершения реставрационных работ, храм был освящен.